# Benelux
Die Benelux-Union, kurz die Benelux (ehemals Benelux-Wirtschaftsunion, auch Beneluxländer oder Beneluxstaaten), besteht aus Belgien, den Niederlanden (Nederland) und Luxemburg. Das Wort Benelux steht heute nicht mehr so sehr für ein wirtschaftspolitisches Abkommen: Man verwendet es allgemeiner als Kurzbezeichnung für die drei Länder.
Im Jahr 1944 wurde eine Zollunion zwischen den Ländern vereinbart, die mit dem Inkrafttreten des Benelux-Vertrags 1960 weitgehend in die Tat umgesetzt wurde. Zu dieser Zeit wurde die Benelux-Zusammenarbeit aber bereits vom größeren europäischen Einigungsprozess überlagert. Wirtschaftlich sind die Benelux-Regelungen daher höchstens noch in Detailfragen von Bedeutung. Als sich die Benelux-Zusammenarbeit im Jahr 2008 durch ein neues Abkommen abgesondert hat, verkürzte man den Namen auf Benelux-Union statt Benelux-Wirtschaftsunion.
Politisch gesehen dient die Benelux-Union in beschränktem Umfang dafür, dass die drei Länder sich austauschen und teilweise gemeinsam Interessen in Europa vertreten. Dazu ziehen sie allerdings oft auch Nordrhein-Westfalen hinzu, ihr wichtigstes Nachbarland in der Bundesrepublik. Ein gemeinsames Ziel dabei ist die Lösung konkreter Probleme, die durch die Staatsgrenzen entstehen. Außerdem sollen wirtschaftliche Kontakte über die Staatsgrenzen hinweg gefördert werden.

## Benelux als Gruppe dreier Staaten
Die drei Länder umfassen die Gebiete, die nördlich der deutsch-französischen Grenze liegen und im Laufe der Jahrhunderte nicht Teil Deutschlands oder Frankreichs geworden sind. Sie haben teils eine gemeinsame Geschichte, unter anderem,
- weil die belgischen Provinzen vor 1830 zu den Niederlanden gehört haben,
- weil die belgische Provinz Luxemburg ursprünglich ein Teil des Großherzogtums Luxemburgs gewesen ist,
- weil der niederländische König bis 1890 stets auch der Großherzog Luxemburgs gewesen ist.

In den Ländern werden teilweise dieselben Sprachen gesprochen:
- Niederländisch ist Amtssprache sowohl in den Niederlanden als auch in Belgien.
- Französisch ist Amtssprache in Belgien und Luxemburg.
- Deutsch ist Amtssprache in Belgien und in Luxemburg.
- In Luxemburg gibt es außerdem eine eigene Nationalsprache, das Luxemburgische, ein Ausbaudialekt des Westmitteldeutschen.

Allerdings gibt es auch große Unterschiede zwischen den Ländern, zwischen protestantisch und katholisch geprägten Gegenden, zwischen Flachland und Hügelland, zwischen Sprachgebieten und auch im historischen Erleben. Beispielsweise wurden alle drei Länder im Zweiten Weltkrieg von Deutschland besetzt, sie haben aber den Ersten Weltkrieg unterschiedlich erlebt. In den drei Ländern ist die Sammelbezeichnung Benelux zwar bekannt, sie spielt im öffentlichen Bewusstsein aber eine nur sehr untergeordnete Rolle.

## Organe der Benelux-Union
Das Ministerkomitee, das aus den drei Außenministern gebildet wird, ist das höchste Organ der Benelux-Union.
Weitere Organe sind:
- der Benelux-Rat,
- der Beratende Interparlamentarische Beneluxrat (mit je 21 belgischen und niederländischen sowie 7 luxemburgischen Abgeordneten),
- das Generalsekretariat in Brüssel,
- der Benelux-Gerichtshof (mit Vertrag vom 31. März 1965 errichtet).

## Heutige Statistik
| Staat        | Einwohnerzahl | Fläche     | Bev.-Dichte | BIP pro Kopf     |
| ------------ | ------------- | ---------- | ----------- | ---------------- |
| Niederlande  | 17.947.684    | 41.543 km² | 432 Ew./km² | 62.718,7 US$/Ew. |
| Belgien      | 11.584.008    | 30.688 km² | 377 Ew./km² | 54.394,0 US$/Ew. |
| Luxemburg    | 660.809       | 2.586 km²  | 255 Ew./km² | 142.807 US$/Ew.  |
| Summe/gesamt | 30.192.501    | 74.817 km² | 405 Ew./km² |                  |

## Geschichte

### Frühe Vorgeschichte
Der Raum, der später staatlich gesehen das Benelux-Gebiet umfasst, wird im Niederländischen de Lage Landen genannt, auf Englisch Low Countries im Unterschied zum heutigen Staat der Niederlande, der als Nederland beziehungsweise The Netherlands bezeichnet wird. Diese „niederen Lande“ sind durch das Rhein-Maas-Delta-Gebiet geprägt, als kulturell-historischer Raum können sie auch ein wenig über heutige staatliche Grenzen hinausreichen, etwa in das Département Nord. Geschichtlich treten die „niederen Lande“ im Mittelalter als der nördliche Teil des Mittelreiches in Erscheinung, später als Herzogtum Niederlothringen fassbar, das aber keinen langen Bestand hat. Die weitere Entwicklung ist auf der Zeitleiste an der rechten Seite zu verfolgen.

### Im 19. und 20. Jahrhundert
Die drei Länder waren von 1815 bis 1830 unter der Krone des niederländischen Königs vereint, bis Belgien unabhängig wurde. Bis 1890 war der jeweilige niederländische König noch Großherzog Luxemburgs. Mit dem Tod des letzten männlichen Thronfolgers kam in Luxemburg eine andere Dynastie zum Zuge.
Vorläufer des Benelux-Vertrages waren die am 25. Juli 1921 zwischen Luxemburg und Belgien geschlossene Wirtschaftsunion (UEBL) mitsamt Währungsunion. 1930 gab es dann in Oslo eine Konferenz, auf der die Niederlande und die skandinavischen Staaten ihre gegenseitige Absicht kundtaten, einander bezüglich ihrer Handelspolitik zu informieren. In diesem Geiste unterzeichneten 1932 die Niederlande zusammen mit Belgien und Luxemburg die Konvention von Quichy, die die Senkung von Handelstarifen anstrebte. Beide Übereinkünfte erlangten keine große praktische Bedeutung.

### Gründung 1944/1948
Im Zweiten Weltkrieg regte die Exilregierung von Belgien eine weitere Zusammenarbeit von „Benelux“ an, doch der niederländische Außenminister Van Kleffens war zurückhaltend. Er und seine Kabinettskollegen orientierten sich außenwirtschaftlich mehr auf die atlantische Zusammenarbeit (d. h. mit dem Vereinigten Königreich und den Vereinigten Staaten) und Handelsliberalisierung. Dieser Standpunkt änderte sich aufgrund personeller Veränderungen im Kabinett im Sommer 1943, und im Oktober 1943 unterzeichneten die drei Exilregierungen in London eine Übereinkunft, die sich einen freien Valutaverkehr zwischen Belgien, den Niederlanden und Luxemburg zum Ziel machte. Am 5. September 1944 beschlossen die Exilregierungen die Gründung der Benelux-Zollunion.
Am 1. Januar 1948 trat der gemeinsame, ziemlich niedrige Außenhandelstarif in Kraft, was die finanzielle Situation der Niederlande nicht verbesserte. Der Beschluss vom Juni 1948, die Benelux-Währungen vollständig konvertibel zu machen, störte den Handel. Das Währungsproblem wurde erst 1950 im Rahmen der Europäischen Zahlungsunion gelöst.

### Benelux-Vertrag von 1958
Der Benelux-Vertrag wurde am 3. Februar 1958 von Belgien, den Niederlanden und Luxemburg unterzeichnet. Darin wurde die Errichtung einer Wirtschaftsunion vereinbart, die alle drei Länder umfassen sollte. Für die Dauer von 50 Jahren wurde gegenseitiger freier Austausch von Gütern, Arbeitskräften, Dienstleistungen und Kapital vereinbart. Der Staatsvertrag trat am 1. November 1960 in Kraft. Damit gab es praktisch keine Handelsbeschränkungen mehr zwischen den drei Staaten. 1969 folgte das Protokoll zur Beseitigung von Kontrollen und Formalitäten an den Binnengrenzen sowie von Behinderungen des freien Verkehrs sowie die Konvention über die Vereinheitlichung des Zollgebiets Benelux.

### Weitere Entwicklung

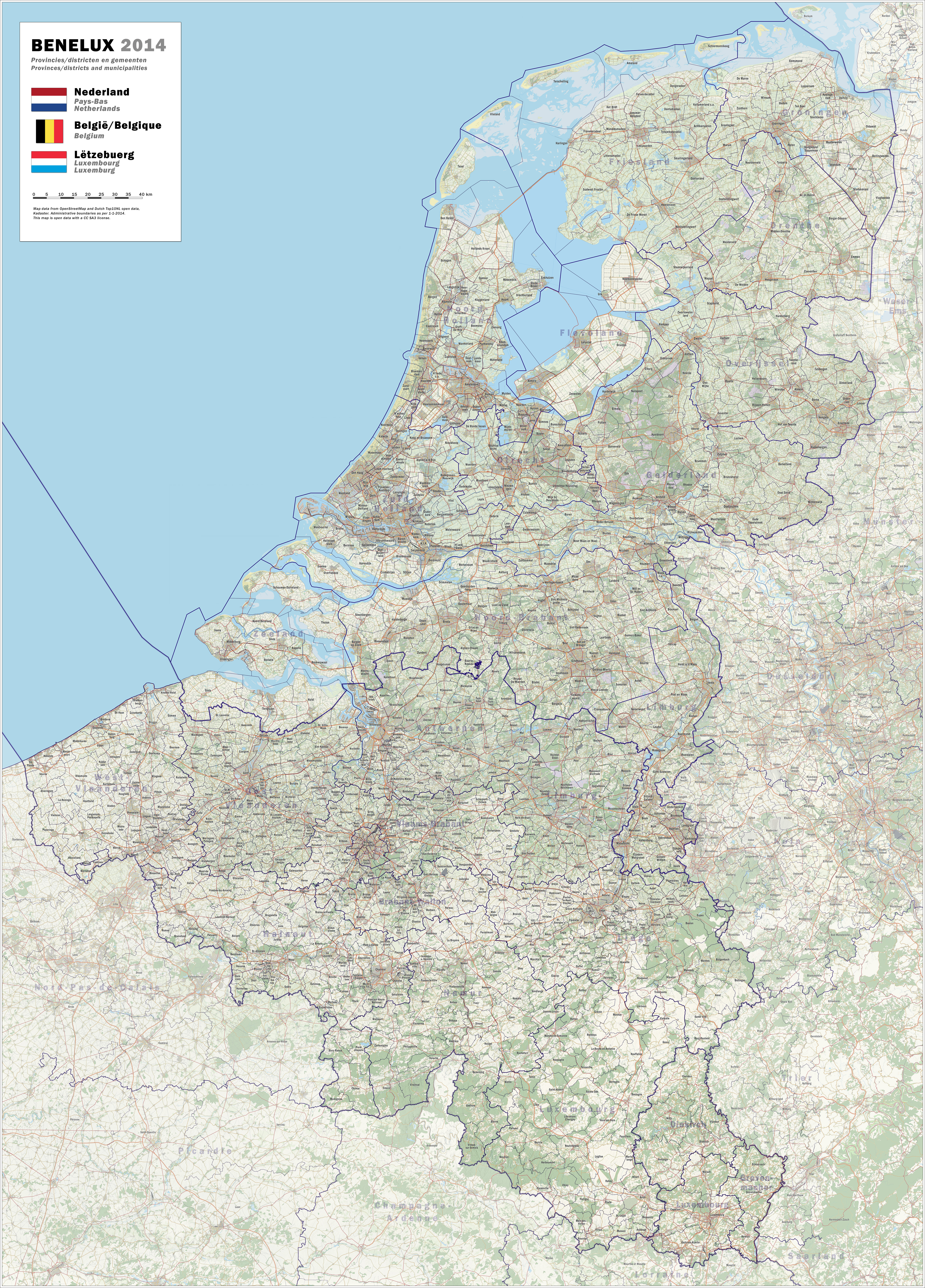
Karte der Benelux, einschließlich der innerstaatlichen Grenzen bis zur Gemeinde-Ebene

Die Beneluxländer sind Mitglieder der Europäischen Union sowie der Eurozone, so dass die wirtschaftliche Bedeutung, nicht aber die politische Bedeutung des Benelux-Vertrags heute eher gering ist. Das Kollegium des Generalsekretariats verfügt seit 1975 über das Initiativrecht für den Erlass von Direktiven. Mit Admiral Benelux gibt es seit 1996 eine weitreichende militärische Zusammenarbeit der Staaten. 2004 wurde ein weiterer Vertrag unterzeichnet, der Maßnahmen gegen grenzüberschreitende Kriminalität umfasst. Polizisten aus den Beneluxländern können ohne Zustimmung der anderen Länder deren Staatsgebiet im Dienst betreten. Dies geht noch weiter als das Schengener Durchführungsübereinkommen von 1990.
Im Juni 2007 wurde offiziell, dass sich die Benelux-Staaten als politische Einheit für die Fußball-Weltmeisterschaft 2018 bewerben, den Zuschlag erhielt schlussendlich aber Russland.
Im Jahr 2008 wurde eine unbefristete Neufassung des 2010 auslaufenden Vertrags unterschrieben. Der neue Vertrag sieht eine engere Kooperation mit Nordrhein-Westfalen, Französisch-Flandern und Champagne-Ardenne vor. In dem Vertrag werden wirtschaftliche Zusammenarbeit, nachhaltige Entwicklung, Justizkooperation und die Angleichung der Innenpolitik behandelt. Außerdem wird mit dem Vertrag der Name der Benelux-Wirtschaftsunion zu Benelux-Union verkürzt. Die Neufassung trat am 1. Januar 2012 in Kraft.

## Bedeutung von Benelux für die Einigung Europas

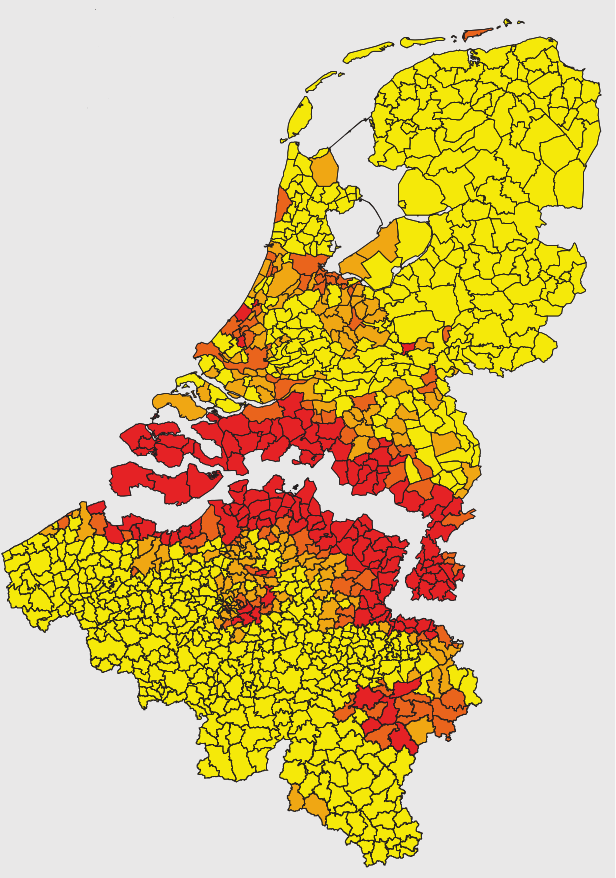
Wo in Belgien die meisten Niederländer, und wo in den Niederlanden die meisten Belgier wohnen

Duco Hellema zweifelt an dem Bild, dass die Benelux-Verträge aus dem Geist des europäischen Gedanken stammten, wie der Krieg ihn gefördert habe, und die Benelux-Verträge ein Schritt in diese Richtung sei, ein Experimentierfeld für die spätere Europäische Wirtschaftsgemeinschaft (EWG). Die Verträge gingen weiterhin vom Status der Niederlande und Belgiens als Kolonialmächte aus; inhaltlich blieben die Übereinkünfte vage und banden die drei Staaten kaum konkret.
Ein niederländischer hoher Beamter nannte Benelux ein „Reklameprojekt“, womit man sich erfolgreich für Marshallplan-Hilfen bewarb; J.J.C. Voorhoeve meint, durch Benelux habe sich der Gedanke der wirtschaftlichen Integration über Westeuropa verbreitet, und wichtige Lektionen für die spätere europäische Integration seien gelernt worden. Skeptischer war der Historiker A.J. Boekestijn, der darauf verwies, dass die nationalen Interessen immer im Vordergrund standen.
In der Nachkriegszeit hatte „Benelux“ den diplomatischen Nutzen, gemeinsam international stärker auftreten zu können, sowohl beim Marshallplan als auch beim Brüsseler Pakt und nicht zuletzt gegenüber Deutschland. Die wirtschaftliche Not zwang Benelux dazu, statt nach Schadensersatz und Genugtuung nach größerer wirtschaftlicher Zusammenarbeit mit Deutschland zu streben. Im November 1947 wurde gemeinsam auf die Wichtigkeit hingewiesen, dass die deutsche Wirtschaft wiederaufgebaut werde und die Handelsbeziehungen liberalisiert würden, bei gleichzeitiger Kontrolle und dauernder Besetzung Deutschlands.
Im Februar 1948 kam es zur Londoner Sechsmächtekonferenz unter Einschluss der drei Benelux-Länder. Nun wurde eine Teilung Deutschlands und der Aufbau eines westdeutschen Staates für unvermeidlich angesehen. Für die Benelux-Länder war das in wirtschaftlicher Hinsicht ein durchaus positives Signal.
Doch die Niederlande und Belgien hatten unterschiedliche Ausgangspositionen. Die Niederlande waren arm an Rohstoffen und in den Indonesischen Unabhängigkeitskrieg (1945–1949) verwickelt. Das Land stand auch finanziell „mit leeren Händen“ da, wie Hellema schreibt. Belgien hingegen war industrialisierter als die Niederlande und konnte mit seiner Kohlegewinnung Valuta einfahren. Die Zahlungsbilanz zwischen den beiden Ländern kippte, und Belgien wurde zum großen Kreditgeber für die Niederlande. Die Niederlande mussten befürchten, dass eine Ausführung der Benelux-Bestimmungen diesen Zustand noch verschlimmern würde. Gleichzeitig näherte Belgien sich wieder Frankreich an.
Im Frühjahr 1955 stellten die Benelux-Länder einen Plan für eine stärkere europäische Integration vor. Die übrigen Mitgliedsstaaten der EGKS akzeptierten ihn im Juni 1955 auf der Konferenz von Messina. Die Verhandlungen dort führten schließlich im März 1957 zur Unterzeichnung der Römischen Verträge.